# Орден «За морские заслуги»
О́рден «За морски́е заслу́ги» — государственная награда Российской Федерации. Учреждён указом Президента Российской Федерации Владимира Путина от 27 февраля 2002 года № 245.

## Статутордена
Орденом «За морские заслуги» награждаются граждане:
за заслуги в области изучения, освоения и использования Мирового океана в интересах обороноспособности страны и обеспечения её социально-экономического развития;
за заслуги в разработке, производстве и внедрении новейших образцов техники и оборудования для морского флота России;
за заслуги в сохранении, расширении, изучении и использовании исключительной экономической зоны Российской Федерации в Мировом океане;
за заслуги в борьбе с противозаконными действиями пиратов и браконьеров, направленными на причинение экологического, экономического и репутационного ущерба интересам Российской Федерации в её исключительной экономической зоне в Мировом океане, а также судам, плавающим под Государственным флагом Российской Федерации в Мировом океане;
за умело организованные и проведённые военно-морские учения и манёвры, в ходе которых были полностью отработаны поставленные командованием задачи;
за заслуги в разработке, организации производства, строительстве и эффективной эксплуатации современного высокотехнологичного российского гражданского и коммерческого флота.
Награждение граждан орденом «За морские заслуги» производится при условии добросовестной трудовой деятельности (службы) не менее 20 календарных лет, а также наличия у лица, представленного к ордену, иных государственных наград Российской Федерации, наград федеральных органов государственной власти, иных федеральных государственных органов.
Орденом «За морские заслуги» могут быть также награждены иностранные граждане.
Награждение орденом «За морские заслуги» может быть произведено посмертно.
Орден «За морские заслуги» носится на левой стороне груди и при наличии других орденов Российской Федерации располагается после ордена «За военные заслуги».
Для особых случаев и возможного повседневного ношения предусматривается ношение миниатюрной копии знака ордена «За морские заслуги», которая располагается после миниатюрной копии знака ордена «За военные заслуги».
При ношении на форменной одежде ленты ордена «За морские заслуги» на планке она располагается после ленты ордена «За военные заслуги».
На гражданской одежде носится лента ордена «За морские заслуги» в виде розетки, которая располагается на левой стороне груди.

## Описание ордена
Знак ордена «За морские заслуги» из серебра с эмалью. Он представляет собой четырёхконечный крест с усеченными лучеобразными краями и накладными перекрещивающимися морскими якорями. На центральном медальоне, по кругу на голубой эмали, — венок из лавровых ветвей и надпись: «За морские заслуги». В центре медальона — рельефное изображение Государственного герба Российской Федерации. Расстояние между концами креста — 40 мм, диаметр медальона — 16 мм. На оборотной стороне знака — номер ордена.
Знак ордена при помощи ушка и кольца соединяется с пятиугольной колодкой, обтянутой шелковой муаровой лентой белого цвета с тремя продольными полосками голубого цвета по центру. Ширина ленты — 24 мм, ширина голубых полосок — 2 мм, расстояние между ними — 3 мм.
При ношении на форменной одежде ленты ордена «За морские заслуги» используется планка высотой 8 мм, ширина ленты — 24 мм.
На ленте ордена «За морские заслуги» в виде розетки крепится миниатюрное изображение знака ордена из металла с эмалью. Расстояние между концами креста — 13 мм. Диаметр розетки — 15 мм.